# Бойкот
Бойкотът е форма на гражданско неподчинение и протест, представляваща масов отказ от свободно избираемо действие, най-често отказ от продукти и услуги. Използва се от привържениците на ненасилие.
Думата „бойкот“ навлиза в английския език по името на Чарлз Бойкот (на английски: Charles Boycott), капитан от британската армия, който управлява като наместник ирландското имение на граф Ърн (на английски: Earl Erne). Поради слабата реколта през 1880 г. местните отправят молба към Бойкот да намали данъците им, но той не само че не ги намалява, но ги заплашва, че ще ги прогони от земите, които обработват. На 19 септември в своя реч пред арендаторите ирландският политически лидер Чарлз Стюарт Парнел заклеймява Бойкот, но вместо към отмъщение и насилие призовава хората от околността да поставят наместника в изолация. Въпреки че преживяват кратковременни финансови затруднения, селяните престават да обработват земите, да работят в имението, да носят пощата и да търгуват с Бойкот.
Да приберат реколтата се съгласяват петдесет души от съседни графства, като за ескорта и отбраната им от местните жители са наети хиляда полицаи и войници, въпреки факта, че социалният остракизъм към Чарлз Бойкот означавал, че нито той, нито работниците са заплашени от саморазправа. Нещо повече, охраната струва на наместника повече от цената на прибраната реколта.
След жътвата бойкотът на местните продължава; името на наместника вече започва да придобива преносен смисъл:
- В публикация на вестник „Таймс“ от ноември 1880 думата „бойкот“ вече се използва като термин за организирана изолация.
- В броя от 20 ноември 1880 същият вестник използва думата като глагол (to boycott): „Хората от Ню Палас са твърдо решени да ги бойкотират и отказват да им доставят храни и напитки.“[1]
- В съобщение от 13 декември 1880 вестник „Дейли Нюз“ пише: „Вече и най-решителните отстъпват пред страха да бъдат бойкотирани.“[2]
- До януари 1881 г. думата вече се използва и фигуративно: „Майката природа се надига.... Тя бойкотира Лондон от Кю до Майл Енд.“[3]

Междувременно, на 1 декември 1880 г., капитан Бойкот се вижда принуден да напусне поста си и да се завърне в Лондон със семейството си.